# Turmhügel Oberweißenbach II
Der Turmhügel Oberweißenbach II bezeichnet eine abgegangene Turmhügelburg (Motte) im westlichen Ortsteil von Oberweißenbach, einem Gemeindeteil von Selb im Landkreis Wunsiedel im Fichtelgebirge in Bayern.
Von der ehemaligen Mottenanlage ist noch der Turmhügel erhalten. Im Ort befinden sich noch der Burgstall Oberweißenbach (keine Reste) und in der Ortsmitte der Rest einer weiteren Turmhügelburg mit der Bezeichnung Turmhügel Oberweißenbach I.